# 甘正頤
甘正頤（16世紀—17世紀），字汝觀，號吉陽，江西南昌府奉新縣法城鄉人，明朝政治人物。

## 生平
甘正頤家境貧窮、苦志自勵，喜歡田何、京房流派的易學，總研究至廢寢忘餐，到萬曆二十五年（1597年）以《易經》中舉人，獲主考官董其昌欣賞其文章，三十二年（1604年）會試中副榜，授金谿教諭，三十六年（1608年）入朝為南京國子監助教，三十七年（1609年）分考鄉試號稱得人，三十八年（1610年）陞荊門知州，不久致仕。

## 引用
1. 1 2  同治《奉新縣志·卷九·人物二》：明（舉人）……（萬曆）二十五年丁酉 甘正頤 字汝觀，號吉陽，法城鄉人，家貧苦志自勵，夙好田何、京房之學，覃精研思至忘寢食，遂以易學名領鄉薦，主試董思白極賞其文，甲辰會試副榜，除金谿教諭，遷南國子助教，己酉分校鄉闈，得人甚盛，尋擢湖廣荊門知州致仕。
2. ↑  《南雍志·卷六·職官年表下》：六堂 助教……甘正頤 汝觀，江西奉新縣人，由舉人萬曆三十六年八月任，三十八年三月陞湖廣荊門州知州